# Sean den förste Banan (sång)
"Sean den förste Banan" är en låt av den svenska artisten Sean Banan, skriven tillsammans med Joakim Larsson, Hans Blomberg och Mårten Andersson. Låten var Sean Banans bidrag i Melodifestivalen 2012 och gavs även ut på hans debutalbum med samma namn i februari samma år. Den har uppnått tredje placering på den svenska singellistan.
Enligt Sean Banan själv handlar låten om att vem som helst i Sverige kan bli kung, men på sitt eget sätt.

## Framträdandet i Melodifestivalen 2012
I Melodifestivalen 2012 framförde Sean Banan låten under första deltävlingen i Växjö där den gick vidare till Andra chansen. Väl där gick den först vidare mot Youngbloods låt Youngblood. Till sist åkte den ut i Andra chansen mot Thorsten Flincks "Jag reser mig igen".

## Listplaceringar
| Lista (2012) | Topplacering |
| ------------ | ------------ |
| Sverige      | 3            |